# 尼尔恰萨里
尼尔恰萨里，是匈牙利索博尔奇-索特马尔-贝拉格州所辖的一个村。总面积13.23平方公里，总人口1173，人口密度88.7人/平方公里（2011年1月1日）。